# تدمير إسرائيل في السياسة الإيرانية

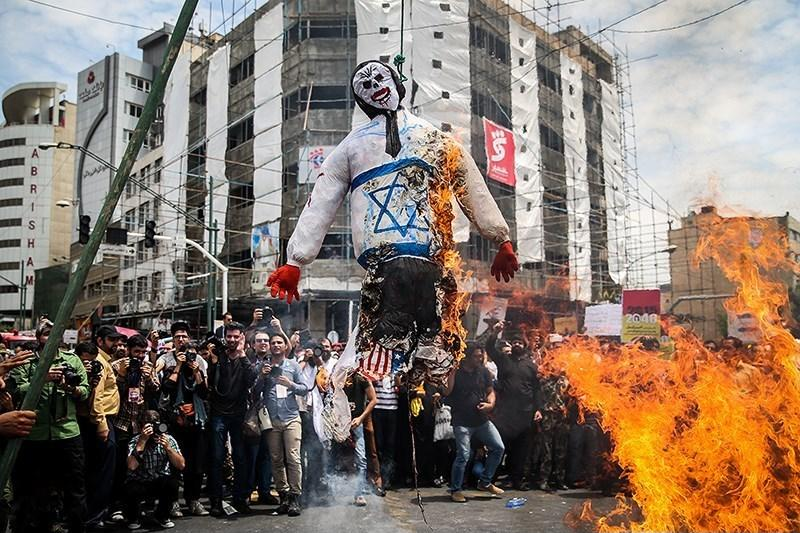
يوم القدس العالمي في طهران عام 2016

تدمير إسرائيل في السياسة الإيرانية يشكل جزءًا أساسيًا من عقيدة السياسة الخارجية للجمهورية الإسلامية الإيرانية، التي تدعو إلى تدمير إسرائيل كدولة يهودية. نشأ هذا الموقف من الثورة الإسلامية عام 1979، والتي حولت العلاقات بين إيران وإسرائيل من شركاء مقربين أثناء فترة الدولة البهلوية إلى خصوم أيديولوجيين رئيسيين. أدان آية الله روح الله الخميني، مؤسس الجمهورية الإسلامية، إسرائيل ووصفها بأنها "نظام صهيوني" غير شرعي وقطع العلاقات الدبلوماسية معها. ومنذ ذلك الحين، أصبح هذا الموقف راسخاً في الخطاب الرسمي والبرامج العسكرية والتعليم الذي ترعاه الدولة والأحداث الرمزية مثل يوم القدس.
لقد ظل رفض شرعية إسرائيل ثابتا بين القيادات الإيرانية المتشددة والمعتدلة على حد سواء. لقد أشار الزعيمان روح الله الخميني وعلي خامنئي مراراً وتكراراً إلى إسرائيل باعتبارها "ورماً سرطانياً" ودعا علناً إلى القضاء عليها. وحتى الزعماء الإصلاحيون ورجال الدين المعتدلون أيدوا هذا الموقف. في حين يزعم النظام الإيراني أن معارضته موجهة ضد الصهيونية وليس ضد اليهود أو اليهودية، فإن الدعاية الرسمية كثيراً ما تعمل على طمس هذا التمييز، وفي بعض الأحيان تتضمن إنكار الهولوكوست وتعبيرات معادية للسامية .
ويتم تنفيذ السياسة الإيرانية المعادية لإسرائيل من خلال إطار مؤسسي مركزي بقيادة مكتب المرشد الأعلى والحرس الثوري الإسلامي. وتتم الأنشطة العملياتية إلى حد كبير عبر شبكة من الجهات الفاعلة غير الحكومية المتحالفة، بما في ذلك حزب الله في لبنان، والحوثيين في اليمن، وحماس والجهاد الإسلامي الفلسطيني في الأراضي الفلسطينية، وغيرها من الجماعات التابعة. وتتلقى هذه المنظمات دعماً إيرانياً مستمراً في شكل تمويل وأسلحة وتدريب، ويشار إليها مجتمعة من قبل المسؤولين الإيرانيين باسم "محور المقاومة". وتسمح هذه الشبكة بالوكالة لإيران بممارسة نفوذها عبر جبهات متعددة في حين تشكل تهديداً وجودياً لإسرائيل من خلال الصراع غير المتكافئ. بالإضافة إلى ذلك، فإن تصريحات كبار المسؤولين وعداء النظام تجاه إسرائيل دفعت العديد من المراقبين إلى الاعتقاد بأن النظام الإيراني لن يتخلى عن سياساته الحالية، وأن ينظروا إلى طموحات إيران النووية باعتبارها جزءا من استراتيجية أوسع نطاقا لتدمير إسرائيل.

## قيادة
كانت العلاقات بين إيران وإسرائيل في السابق علاقات الشراكة الإسترتيجية، ولكنها انتهت بعد الثورة الإيرانية عام 1979 حيث قطعت الجمهورية الإسلامية علاقاتها مع إسرائيل ووضعتها خصما أيديولوجيا مركزيا. ومنذ ذلك الحين، أعلنت إيران القضاء على إسرائيل هدفا مركزيا في المنطقة. وصف آية الله روح الله الخميني، المرشد الأعلى المؤسس للجمهورية، إسرائيل بأنها "الشيطان الأصغر"، وهي نظيرة للولايات المتحدة باعتبارها " الشيطان الأكبر". لقد دأب القادة الإيرانيون عبر الأجيال، من الخميني وخليفته آية الله علي خامنئي، إلى كبار المسؤولين والقادة العسكريين ووسائل الإعلام الموالية للدولة، على استخدام الخطاب الداعي إلى القضاء على إسرائيل أو التنبؤ بانهيارها.

### القادة الأعلى
أشار المرشد الأعلى روح الله الخميني إلى إسرائيل عدة مرات باعتبارها "ورمًا سرطانيًا" و"غدة سرطانية". وقال الخميني إنه "واجب" تقديم الدعم المالي للمجاهدين الفلسطينيين "من أجل القضاء على الصهاينة الكفار، الذين هم أعداء الإنسانية". وحث المسلمين على إسقاط الحكومات الموالية للغرب والتعبئة سعياً لتدمير إسرائيل.

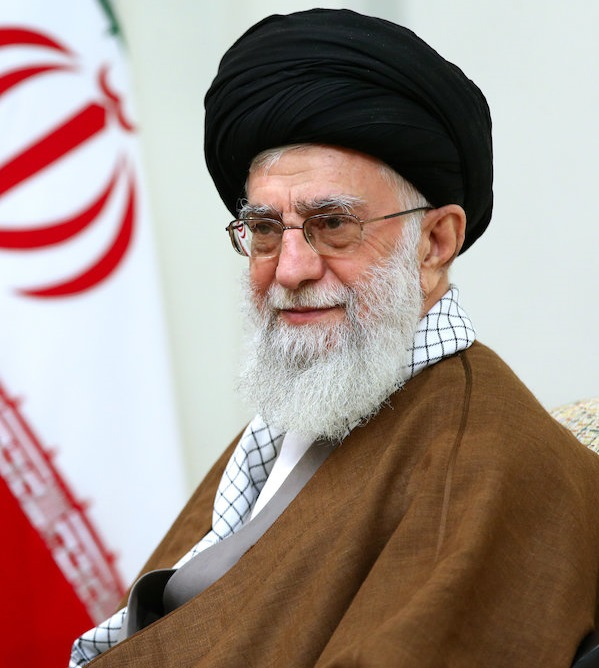
وصف المرشد الأعلى علي خامنئي إسرائيل بأنها "ورم سرطاني خبيث" يجب "إزالته والقضاء عليه"

في عام 2013، وصف المرشد الأعلى الإيراني آية الله علي خامنئي إسرائيل بأنها "نظام غير شرعي" بقيادة "كلاب مسعورة لا تُمس" و"محكوم عليها بالفشل والفناء". وفي عام 2015، قال إنه "لن يكون هناك نظام صهيوني خلال 25 عامًا" وأنه "خلال هذه الفترة، ستُبقي روح القتال والبطولة والجهاد [إسرائيل] قلقة كل لحظة". وأشار خامنئي إلى إسرائيل بأنها "سرطانية" في مناسبات عديدة، وقال إن إسرائيل ستُدمر، وتعهد بدعم إيران لأي جماعة أو دولة تواجهها.
وفي 3 أكتوبر 2023، قبل أربعة أيام من هجمات 7 أكتوبر التي قادتها حماس على إسرائيل، ألقى خامنئي خطابًا في طهران قال فيه إن إسرائيل "ستموت من غضبها"، واختتم بقوله: "سيتم استئصال هذا السرطان بالتأكيد، إن شاء الله، على أيدي الشعب الفلسطيني وقوى المقاومة في جميع أنحاء المنطقة". في عام 2024، قال علي خامنئي لزعيم حماس إسماعيل هنية : "سيتحقق الوعد الإلهي بالقضاء على الكيان الصهيوني وسنرى اليوم الذي ترتفع فيه فلسطين من النهر إلى البحر".

### الرؤساء

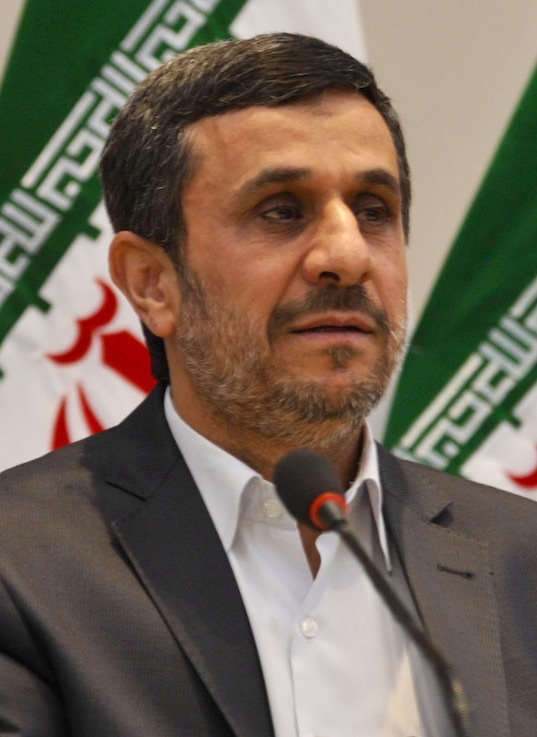
دعا الرئيس محمود أحمدي نجاد إلى "محو إسرائيل من على وجه الأرض"

قال الرئيس الإيراني الأسبق آية الله أكبر هاشمي رفسنجاني إن تفجير سلاح نووي واحد داخل إسرائيل "سيؤدي إلى تدمير البلاد بأكملها". وفي عام 2006، في مؤتمر العالم بلا صهيونية، استشهد الرئيس محمود أحمدي نجاد آنذاك باقتباس من آية الله الخميني يدعو فيه إلى "محو إسرائيل من على وجه الأرض". كما أعلن أن الهولوكوست أسطورة تعتبرها إسرائيل "فوق الله والدين والأنبياء". في عام 2007، قال إن إيران "ستشهد تدمير هذا النظام في المستقبل القريب". في مقابلة عام 2012، صرح أحمدي نجاد أن إسرائيل تفتقر إلى الجذور التاريخية في الشرق الأوسط وبالتالي سيتم "القضاء عليها" في النهاية، على الرغم من دعوات الأمم المتحدة السابقة للامتناع عن استخدام لغة استفزازية قبل الجمعية العامة.
خلال مؤتمر الوحدة الإسلامية السنوي لعام 2018، وصف الرئيس السابق حسن روحاني إسرائيل بأنها "ورم سرطاني" و"نظام مزيف" أنشأته القوى الغربية لخدمة مصالحها في الشرق الأوسط. في عام 2023، قال الرئيس الإيراني آنذاك إبراهيم رئيسي إنه يأمل أن "يحرر الله فلسطين في أقرب وقت ممكن" وأن تتمكن إيران من "أن تشهد اللحظات الأخيرة من وجود إسرائيل وتحتفل بنهايتها".

### القادة العسكريون
في عام 2013، قال حجة الإسلام علي شيرازي، ممثل المرشد الأعلى علي خامنئي داخل الحرس الثوري الإسلامي: "سيتم تدمير النظام الصهيوني قريبًا، وسيكون هذا الجيل شاهدًا على تدميره". في عام 2014، أصدر حسين سلامي، نائب قائد الحرس الثوري الإسلامي آنذاك، سلسلة من التصريحات العدوانية ضد إسرائيل. وهدد بالانتقام المباشر "لكل قطرة دم من شهدائنا في فلسطين، وهذه هي نقطة البداية لإيقاظ الأمم الإسلامية لهزيمتكم". وفي خطاب آخر، قال "إن النظام الصهيوني يمحى ببطء من العالم"، وتوقع أنه "قريبًا، لن يكون هناك شيء مثل النظام الصهيوني على كوكب الأرض".
في عام 2014، صرح حسين شيخ الإسلام ، الأمين العام للجنة الإيرانية لدعم الانتفاضة الفلسطينية آنذاك، بأن "قضية تدمير إسرائيل مهمة، مهما كانت الطريقة" وحذر من أن "المنطقة لن تكون هادئة طالما بقيت إسرائيل فيها".
في عام 2015، أعلن حسين سلامي أن إيران سوف "تفتح جبهات جديدة" ضد إسرائيل وتغير موازين القوى الإقليمية. في عام 2019، صرح حسين سلامي، قائد الحرس الثوري الإيراني آنذاك: "يجب محو هذا النظام الشرير من على الخريطة وهذا لم يعد حلمًا (بل) هدفًا يمكن تحقيقه".  وفي أعقاب هجمات حماس التي شنتها على إسرائيل في 7 أكتوبر 2023، قال نائب القائد العام للحرس الثوري الإسلامي، علي فدوي، إن "صدمات جبهة المقاومة ضد النظام الصهيوني ستستمر حتى يتم استئصال هذا "الورم السرطاني" من خريطة العالم".
في عام 2015، صرح رئيس الباسيج السابق وضابط كبير في الحرس الثوري الإيراني، محمد رضا نقدي، في مقابلة أن تدمير إسرائيل "أمر غير قابل للتفاوض". وبالإضافة إلى ذلك، ووفقاً لصحيفة تايمز أوف إسرائيل، قال نقدي إنه خلال الصراع الصيفي في غزة مع إسرائيل، تم توفير جزء كبير من الأسلحة والتدريب والخبرة الفنية لحماس من قبل إيران. في عام 2019، وجه نقدي دعوة مباشرة لتدمير إسرائيل خلال مقابلة تلفزيونية. أكد نقدي أن النظام الصهيوني يجب "إبادته وتدميره"، مؤكدًا أن "هذا سيحدث بالتأكيد". وأعلن عن نيته رفع علم الثورة الإسلامية فوق القدس يومًا ما.

### رجال الدين
في عام 2013، قال أحمد علم الهدى، وهو رجل دين إيراني بارز وعضو في مجلس الخبراء، إن تدمير إسرائيل كان "أحد ركائز النظام الإسلامي الإيراني" وقال: "لا يمكننا الادعاء بأننا لا ننوي خوض حرب مع إسرائيل". وتذكر آية الله حسين علي منتظري، أنه أخبر وفدًا من البرلمانيين الإصلاحيين أنه وفقًا لسورة الأعراف، فإن يهود الصهيونية سيُصابون بالعذاب والبؤس إلى يوم القيامة. واستشهد أيضًا بحديث من القرن السابع عشر من كتاب بحار الأنوار، حيث ورد أن الإمام جعفر الصادق قال ثلاث مرات أن أولئك الذين سيبيدون اليهود في النهاية سيكونون "أهل قم"، في إشارة إلى رجال الدين الشيعة الإيرانيين.
وفي عام 2010، صرح محمد حسن رحيميان، ممثل خامنئي في مؤسسة المستضعفين، أن إيران تمتلك قدرات صاروخية تسمح لها بتدمير إسرائيل "بالكامل من خلال محرقة كبيرة". وقال آية الله محمد موسوي بوجنوردي، وهو رجل قانون بارز معروف بارتباطه بالحركة الخضراء الإصلاحية الإيرانية ، إنه "لا مجال للعلاقات الودية مع إسرائيل".

## الاستراتيجية العسكرية

### محور المقاومة

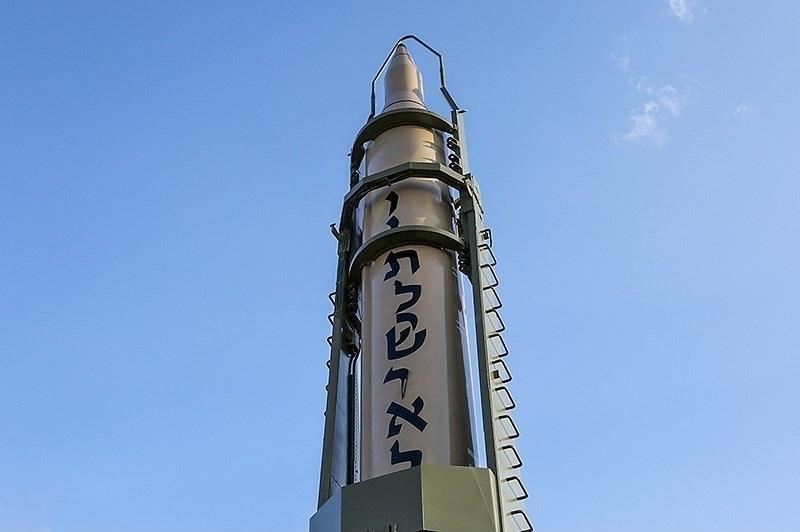
عبارة "الموت لإسرائيل" مكتوبة باللغة العبرية على صاروخ باليستي إيراني من طراز "قدر" معروض في أصفهان.

وتشير إيران إلى تحالفها الاستراتيجي مع الجهات الفاعلة غير الحكومية الإقليمية، بما في ذلك حزب الله في لبنان، وحماس والجهاد الإسلامي الفلسطيني في الأراضي الفلسطينية، وحركة الحوثي في اليمن، باسم "محور المقاومة". وتتلقى هذه المجموعات الدعم الإيراني على شكل أسلحة وتمويل وتدريب. فأحد أهداف هذه الشبكة هو تقديم تحدي وجودي طويل الأمد لإسرائيل من خلال "خنقها ببطء" من خلال سلسلة من "الحروب المدمرة بشكل متزايد والتي لا يمكن الفوز بها".
وبالإضافة إلى ذلك دعمت إيران سرًا الهجمات الانتحارية الفلسطينية التي تستهدف المدنيين الإسرائيليين. إن هجمات السابع من أكتوبر/تشرين الأول على إسرائيل ــ والتي أسفرت عن مقتل نحو 1200 شخص، معظمهم من المدنيين، واختطاف 250 رهينة ــ كانت، على الأقل جزئياً، نتاجاً لاستراتيجية إيران. ونقلت صحيفة وول ستريت جورنال عن كبار أعضاء حماس وحزب الله قولهم إن الحرس الثوري الإيراني ساعد في التخطيط للهجوم وأعطى الضوء الأخضر خلال اجتماع عقد في بيروت في الثاني من أكتوبر/تشرين الأول. وفي الفترة التي سبقت الهجوم، ورد أن نحو 500 مقاتل من حماس والجهاد الإسلامي الفلسطيني تلقوا تدريبات في إيران تحت إشراف فيلق القدس التابع للحرس الثوري الإيراني. وفقًا لصحيفة واشنطن بوست، وقع الهجوم "بدعم رئيسي من [إيران] التي قدمت تدريبًا عسكريًا ومساعدة لوجستية بالإضافة إلى عشرات الملايين من الدولارات للأسلحة". وبعد مقتل يحيى السنوار، زعيم حركة حماس، في عملية إسرائيلية في منتصف أكتوبر 2024، ظهرت جدارية جديدة في طهران تحمل رسالة "طوفان السنوار سيستمر" في إشارة إلى عملية طوفان الأقصى، الاسم الذي استخدمته حماس لهجماتها في 7 أكتوبر. هنأ المتحدث باسم وزير الخارجية الإيراني نصار كنعاني الشعب الفلسطيني وفصائل المقاومة علناً على هجوم السابع من أكتوبر.

### البرنامج النووي
وكثيراً ما يُستشهد بتدمير إسرائيل باعتباره أحد الأهداف الاستراتيجية العديدة وراء طموحات إيران النووية. وتؤكد الولايات المتحدة أن إيران القادرة على إنتاج الأسلحة النووية من المرجح أن تستخدم قدراتها لمحاولة القضاء على إسرائيل.

### برنامج الصواريخ
لقد نقشت إيران عبارة "يجب محو إسرائيل" باللغة العبرية على بعض صواريخها المنتجة محليًا، والتي ورد أن عددًا منها تم نقله إلى روسيا لاستخدامها في غزوها لأوكرانيا.

## الدعاية والرمزية والرسائل الأيديولوجية

### يوم القدس

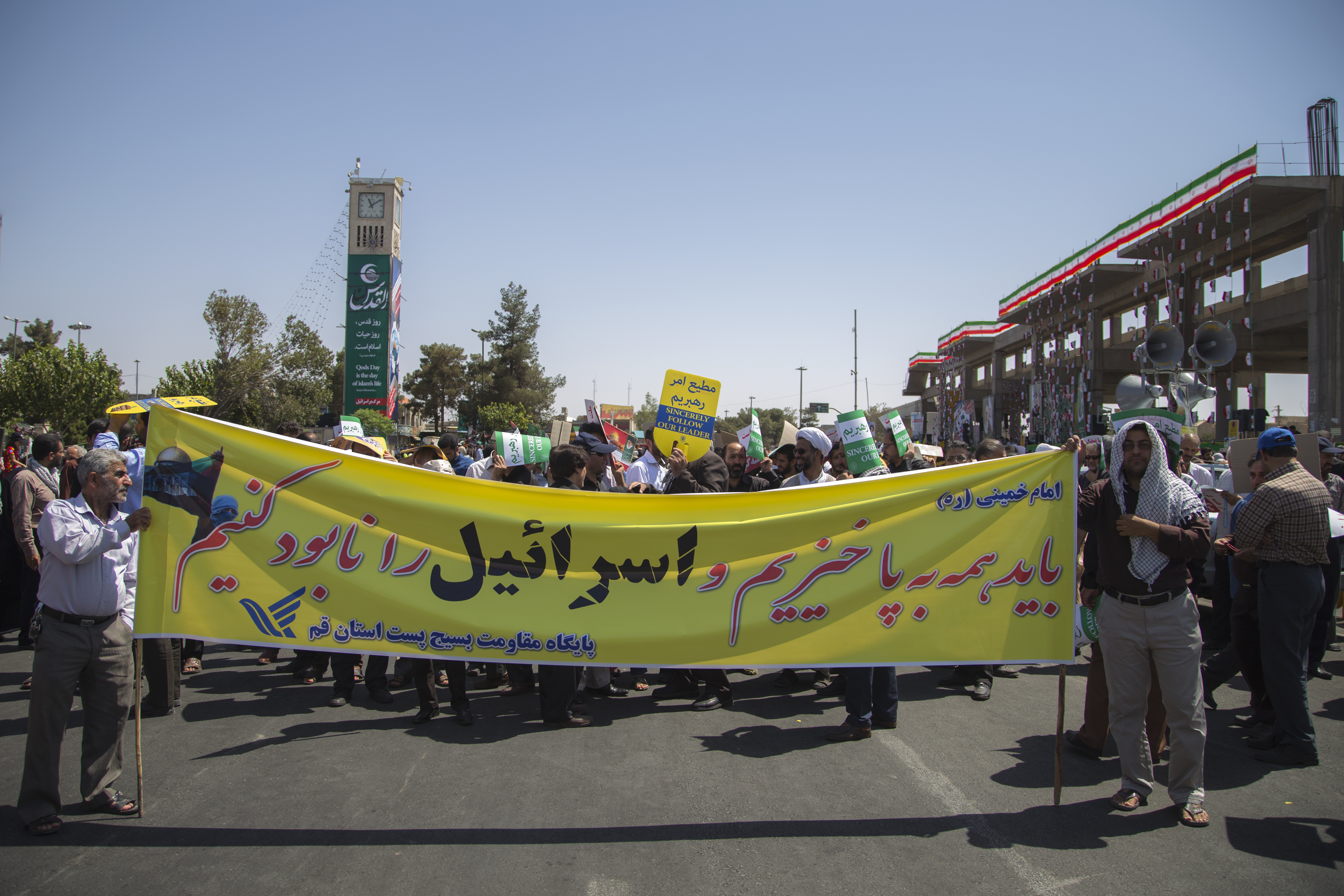
المشاركون في مسيرة يوم القدس في قم يحملون لافتة تحمل اقتباسًا عن الخميني: "يجب علينا جميعًا أن ننهض وندمر إسرائيل"

يوم القدس هو يوم أسسه آية الله الخميني، ويتم الاحتفال به سنويًا في آخر يوم جمعة من شهر رمضان، ويهدف إلى تعزيز التضامن الإسلامي ضد إسرائيل. وقد وصف كبار رجال الدين، ومن بينهم آية الله ناصر مكارم الشيرازي، المشاركة في يوم القدس بأنها شكل من أشكال العبادة الدينية، التي تهدف إلى توحيد المسلمين في جميع أنحاء العالم.
وفقًا لتقرير صادر عن إيران إينترناشيونال في أبريل 2024، يرى العديد من الإيرانيين أن يوم القدس السنوي غير ذي صلة ومنفصل عن الواقع الاجتماعي والاقتصادي المأساوي في البلاد.
وفي عام 2017، تم تركيب ساعة رقمية في ساحة فلسطين في طهران بمناسبة يوم القدس، ويقال إنها تشير إلى العد التنازلي لتدمير إسرائيل. وقد تم برمجته للعد التنازلي لمدة 25 عامًا بدءًا من تصريح خامنئي في عام 2015، والذي توقع فيه أن إسرائيل سوف تتوقف عن الوجود في غضون ربع قرن.

### نظريات المؤامرة
صرح المرشد الأعلى آية الله خامنئي لطلاب الجامعات أن إسرائيل تم إنشاؤها من قبل القوى الغربية بهدف واضح وهو منع الوحدة بين الدول الإسلامية. ادعى آية الله محمود هاشمي شهرودي، الرئيس السابق للسلطة القضائية في إيران، أن الصهيونية "العنصرية والمعادية للإنسانية" "استعبدت جميع شعوب العالم" واتهم الدول الإسلامية بالتعاون مع مؤامرة صهيونية "للسياسة العبرية" لتقسيم العالم الإسلامي. زعم النائب الإيراني عماد أفرووغ أن "الحاخامات اليهود" كانوا مسؤولين عن تحول الشيخ يوسف القرضاوي عن اعتداله السابق تجاه الشيعة. في عام 2022، زعم قائد البحرية في الحرس الثوري الإيراني علي رضا تنكسيري أن حكام السعودية ينحدرون من يهود المدينة المنورة وخيبر، أعداء النبي محمد.
واتهمت وسائل الإعلام الإيرانية، بما في ذلك المنافذ المرتبطة بالفصيل الإصلاحي، الاستخبارات الإسرائيلية ببذل جهود لتقويض الطقوس الدينية الشيعية وإثارة الفتنة الطائفية. في إحدى الأمثلة التي حدثت عام 2019، زُعم أن الموساد قام بتدريب يهود إسرائيليين مداحيين للتسلل إلى تجمعات الحداد في إيران وتضليل الجماهير عمدًا ودفعهم إلى اللعن أو التجديف.
بين عامي 2011 و2021، نظمت المؤسسات الإيرانية العشرات من المؤتمرات ذات الدوافع الأيديولوجية بعناوين استفزازية مثل "الصهيونية ومرض السارس"، و"الإبادة الجماعية في رواندا وغزة" (حيث تحدث متحدث واحد فقط عن رواندا وركز الخمسة عشر المتبقون على غزة)، و"اليهودية وهوليوود: مؤامرة شيطانية"، مما يدل على جهود النظام لربط الصهيونية بالأمراض العالمية. هذه الأحداث، على الرغم من ضعف الحضور في كثير من الأحيان، يتم تصويرها علنًا على أنها تجمعات فكرية كبرى، حيث وصفت وسائل الإعلام الحكومية قاعة نصف فارغة بأنها "مكان للوقوف فقط" في مؤتمر بعنوان "الجذور اليهودية لجهاز الاستخبارات البريطاني MI-6 ".

## الاستجابات

### أكاديمي
وصف إفرايم كارش، المؤرخ البريطاني الإسرائيلي المتخصص في شؤون الشرق الأوسط، موقف إيران تجاه إسرائيل بأنه إبادة جماعية. وبحسب الباحث الأمريكي أفشون أوستوفار، فإن الحملة الإيرانية ضد إسرائيل تشكل "الصراع الأكثر زعزعة للاستقرار في الشرق الأوسط" وتحمل "أكبر إمكانية للتسبب في حرب إقليمية أوسع نطاقاً". ويشير الصحفي الأمريكي جيفري جولدبرج إلى أنه إذا حصلت إيران على أسلحة نووية، فمن المرجح أن تكثف جهودها لتدمير إسرائيل.

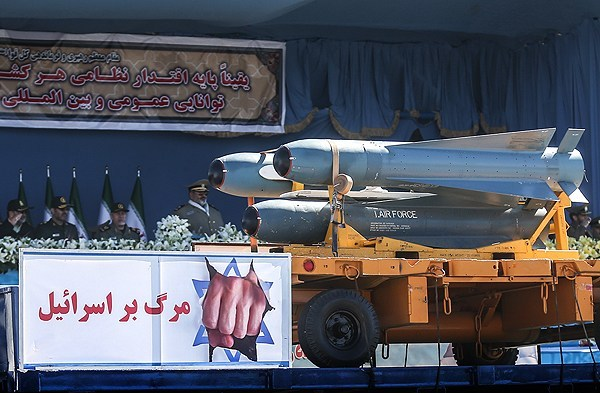
عبارة "الموت لإسرائيل" باللغة الفارسية التي عُرضت في عرض عسكري احتفالاً بيوم الجيش، 2016

وبحسب الباحث زئيف ماغن، فإن شعار الموت لإسرائيل (مرگ بر إسرائيل)، إلى جانب شعار الموت لأمريكا، كان شعارًا شائع الاستخدام من قبل المسؤولين الإيرانيين لأكثر من ربع قرن. ويشير ماغن إلى أن الدعوة إلى غزو القدس يتم تصويرها على أنها جهاد موحد من شأنه أن يعيد توجيه المعارضة السنية بعيدًا عن إيران الشيعية، وهو ما يضع إيران في طليعة المقاومة الإسلامية العالمية.

### دعم المتشددين داخل إيران
وبحسب مهدي خلجي، فإن جيلاً جديداً من المتشددين الإيرانيين، المرتبطين بشكل وثيق بالمرشد الأعلى والحرس الثوري الإسلامي، قد تبنوا مبادئ النظام، حيث يعتقد الكثيرون أن إيران قوة صاعدة، وأن الولايات المتحدة في حالة تراجع، وأن "أيام إسرائيل معدودة".

### المعارضة داخل إيران
صادق زيباكلام، أستاذ فخري للعلوم السياسية في جامعة طهران، تحدث مرارا وتكرارا ضد السياسات العدوانية للنظام. ويقول إن الجمهور الإيراني، وخاصة الجيل الأصغر سنا، يفقد الاهتمام بالقضية الفلسطينية، حتى أنه يعبر عن دعمه لشخصيات مثل بنيامين نتنياهو ودونالد ترامب. ولا ينبع هذا الدعم من التوافق مع سياساتهم، بل من معارضة النظام الإيراني ودعمه لجماعات مثل حماس وحزب الله. وبسبب تصريحاته، قضى زيباكلام حكماً بالسجن لمدة 18 شهراً، وبحلول مارس/آذار 2025 كان قيد التحقيق مرة أخرى، ويحتمل أن يواجه عقوبة سجن أخرى. عبد الله نوري، رجل الدين البارز ووزير الداخلية الأسبق، حُكم عليه بالسجن لمدة خمس سنوات في عام 1999، مما جعله أرفع مسؤول في الجمهورية الإسلامية يُسجن منذ الثورة، ذلك من بين تهم أخرى، بسبب تحديه علناً لمبدأ الخميني القائل بوجوب إزالة إسرائيل.

### الاستجابات الدينية اليهودية
في أعقاب الثورة الإيرانية عام 1979، أعرب الزعماء الدينيون اليهود عن قلقهم إزاء الآثار المحتملة لسياسات الجمهورية الإسلامية الجديدة على إسرائيل والمجتمعات اليهودية في المنطقة. ووصف الحاخام مناحيم مندل شنيرسون، الثورة بأنها نقطة تحول مهمة في السياسة العالمية. وفي خطاباته العامة في ذلك الوقت، حذر من أن تحدي إيران للولايات المتحدة من شأنه أن يضعف النفوذ الأميركي ويشجع العداء تجاه إسرائيل . كما أعرب الحاخام عن قلقه بشأن سلامة المجتمع اليهودي في إيران، الذي بلغ عدد أفراده آنذاك حوالي 50 ألفًا، ودعا إلى يوم جماعي للصيام والصلاة استجابة للأزمة المتصاعدة.

## معرض الصور

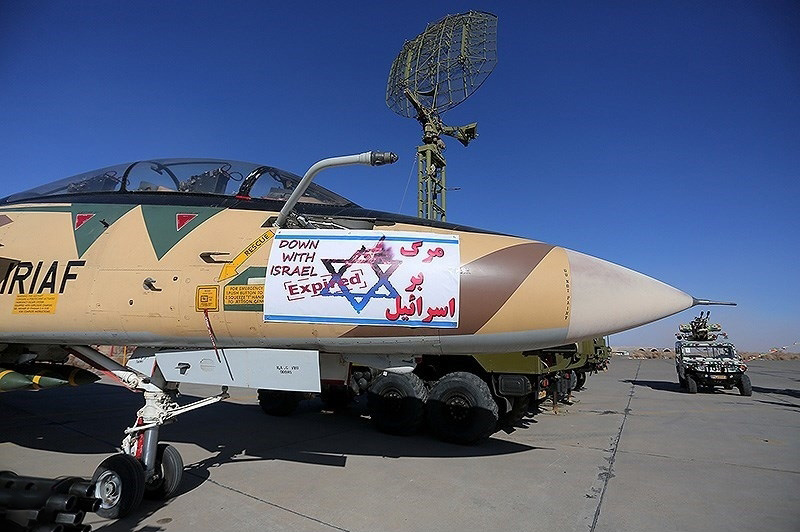
طائرة مقاتلة إيرانية من طراز إف-14 توم كات معروضة في أصفهان تحمل شعار "تسقط إسرائيل" بجوار كلمة "منتهية الصلاحية" (2019)
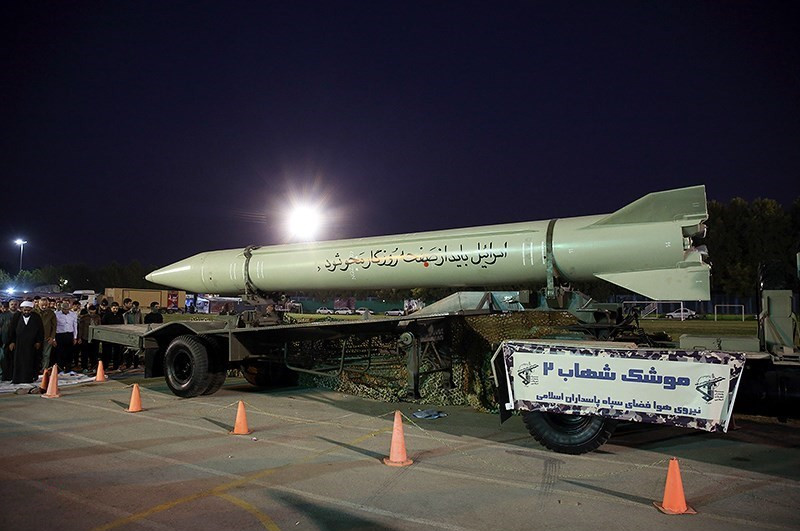
شعار "يجب محو إسرائيل من على وجه الأرض" المنقوش على صاروخ شهاب-2 المعروض في مشهد (2019)
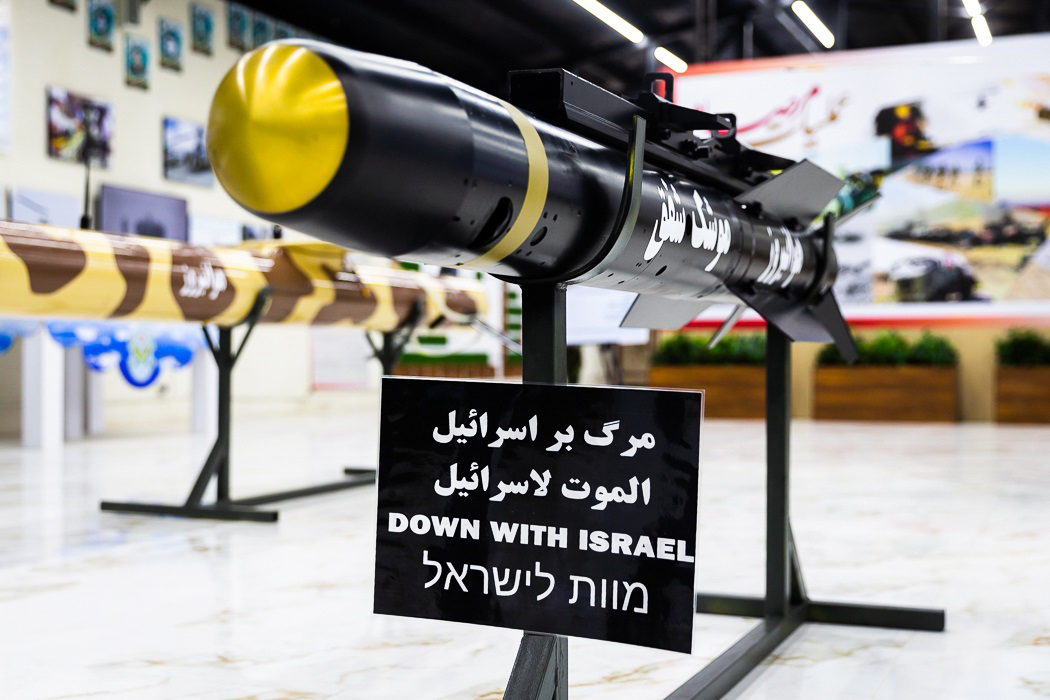
عبارة "الموت لإسرائيل" معروضة بأربع لغات (مصحوبة بترجمة إنجليزية مخففة تقول "تسقط إسرائيل") في متحف الطيران العسكري الإيراني (2019)
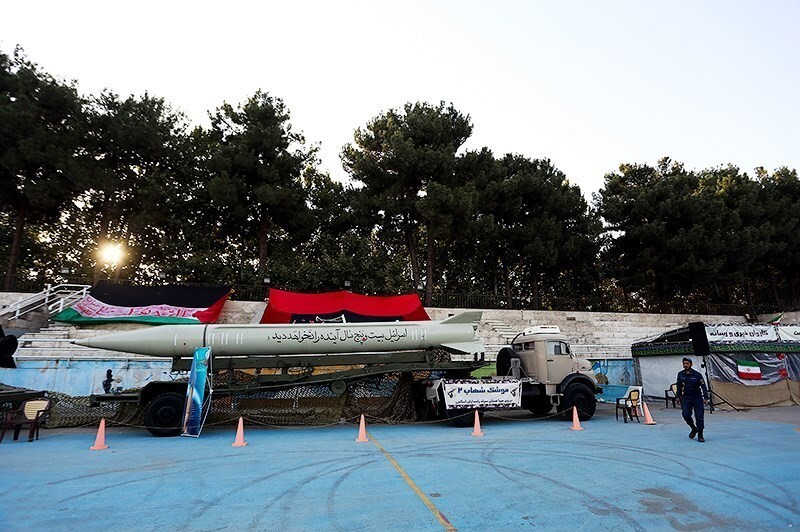
شعار "إسرائيل لن ترى أكثر من خمس سنوات في المستقبل" المنقوش على صاروخ خلال معرض أسبوع الدفاع المقدس في مشهد (2019)
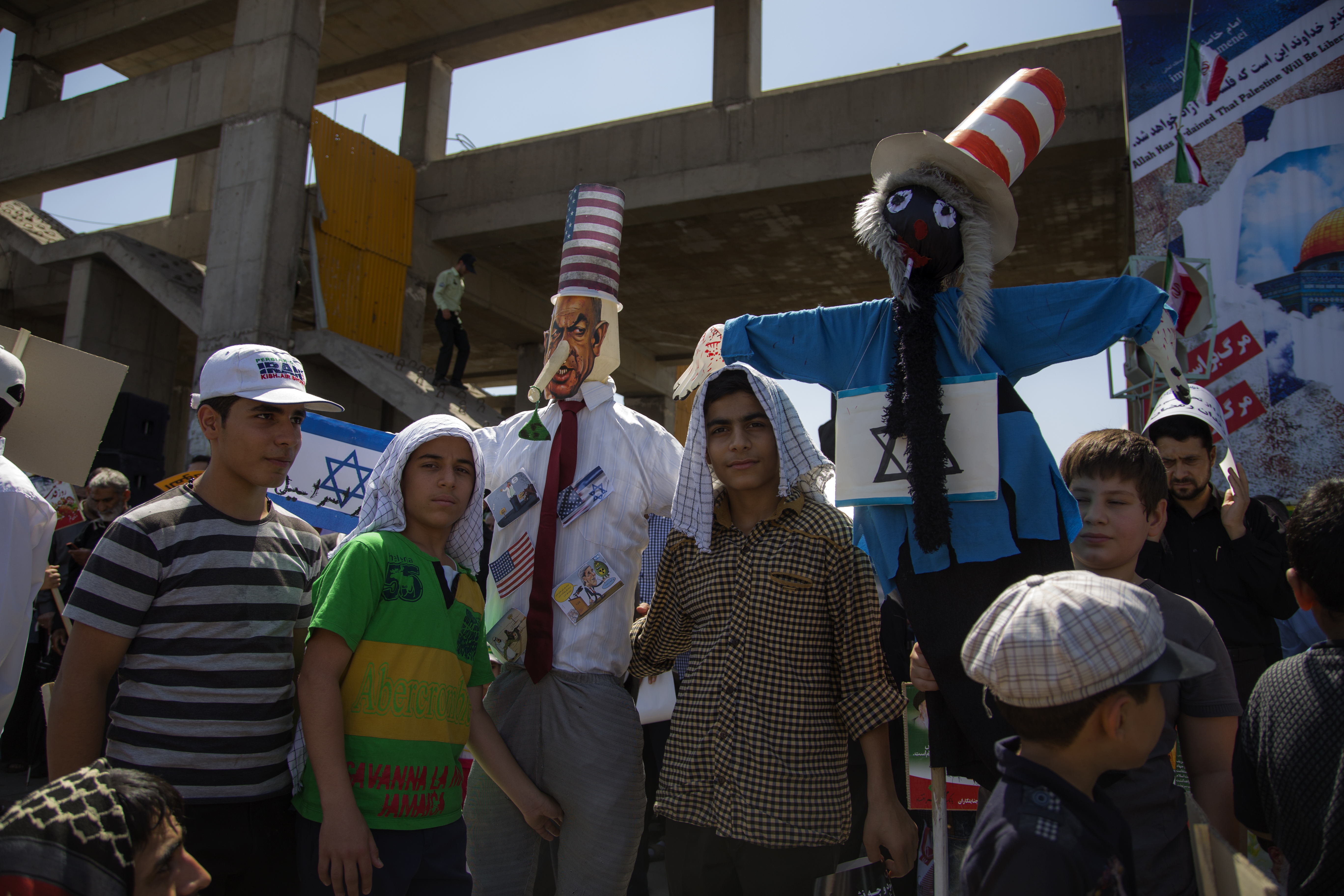
أطفال يقفون مع دمية لرئيس الوزراء الإسرائيلي بنيامين نتنياهو خلال مسيرة يوم القدس في قم (2015)
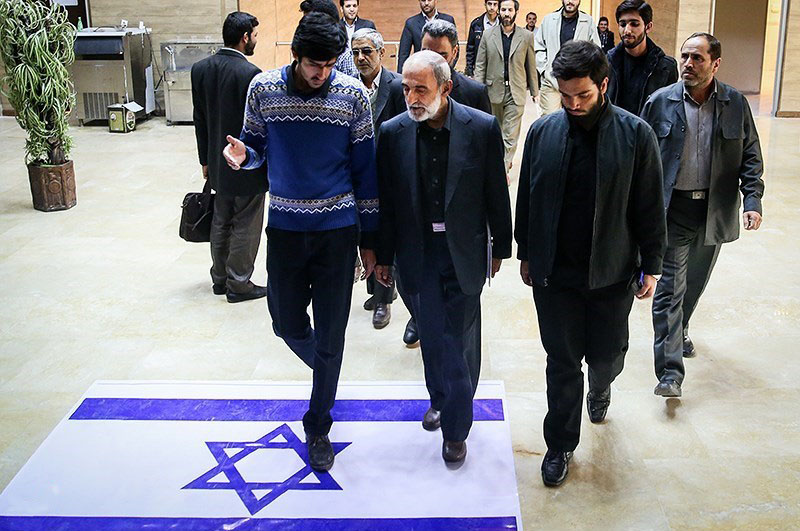
حسين شريعتمداري ، رئيس تحرير صحيفة كيهان الإيرانية، يدوس على العلم الإسرائيلي في جامعة أمير كبير للتكنولوجيا (2015)